# Vrbové
Vrbové é uma cidade da Eslováquia, situada no distrito de Piešťany, na região de Trnava. Tem 13,97 km² de área e sua população em 2018 foi estimada em 5.947 habitantes.

## Demografia
| Ano:        | 1994 | 2004   | 2014   | 2024   |
| ----------- | ---- | ------ | ------ | ------ |
| Broj ljudi: | 6162 | 6300   | 6091   | 5554   |
| Razlika:    |      | +2,23% | -3,31% | -8,81% |

| Ano:               | 2023 | 2024   |
| ------------------ | ---- | ------ |
| Número de pessoas: | 5597 | 5554   |
| Diferença:         |      | -0,76% |